# Erik Martin
Erik Martin (26 maggio 1971) è un ex cestista statunitense con cittadinanza messicana.

## Carriera
Con gli Stati Uniti ha disputato i Giochi panamericani di Mar del Plata 1995 e i Campionati americani del 1997.

## Palmarès
- Campione CBA (1995)
- CBA All-Defensive First Team (1995)
- CBA All-Rookie First Team (1994)